# Meclov
Meclov (en allemand : Metzling) est une commune du district de Domažlice, dans la région de Plzeň, en Tchéquie. Sa population s'élevait à 1 199 habitants en 2024.

## Géographie
Meclov se trouve à 6 km au sud-ouest de Horšovský Týn, à 9 km au nord-ouest de Domažlice, à 44 km au sud-ouest de Plzeň et à 129 km à l'ouest-sud-ouest de Prague.
La commune est limitée par Srby et Horšovský Týn au nord, par Blížejov à l'est, par Chrastavice, Domažlice et Luženičky au sud, et par Ždánov, Otov et Poběžovice à l'ouest.

## Histoire
La première mention écrite de la localité date de 1115.

## Administration
La commune se compose de neuf sections :
- Bozdíš
- Březí
- Jeníkovice
- Mašovice
- Meclov
- Mračnice
- Mrchojedy
- Němčice
- Třebnice